# Joseph Chaoul
Joseph Chaoul est un magistrat et un homme politique libanais.
Ancien président du Conseil d’Etat (dont il conserve la présidence honoraire), il est nommé en 1998 ministre de la Justice dans le gouvernement de Salim El-Hoss. Il conserve ce poste jusqu’en 2000.
Joseph Chaoul est aussi doyen de la Faculté de Droit de l’Université Saint-Esprit de Kaslik et est considéré comme l’une des références en matières juridiques et constitutionnelles au Liban.